# Maria Chapdelaine (film, 1950)
Pour les articles homonymes, voir Maria Chapdelaine (homonymie).
Pour plus de détails, voir Fiche technique et Distribution.
Maria Chapdelaine (The Naked Heart) est un film franco-britannique réalisé par Marc Allégret, sorti en 1950.
Le film est la deuxième adaptation au cinéma du roman du même titre de Louis Hémon.

## Synopsis
Dans le Québec rural du début du XXe siècle, la jeune Maria doit choisir entre trois prétendants et trois destins.

## Fiche technique
- Titre original : Maria Chapdelaine
- Titre anglais : The Naked Heart
- Réalisation : Marc Allégret, assisté de Roger Vadim
- Adaptation et dialogue : Marc Allégret, Roger Vadim d'après le roman éponyme de Louis Hémon
- Direction artistique : Ferdinand Bellan
- Décors : Ward Richards
- Costumes : Goff Price, Michael Whittaker (en)
- Photographie : Armand Thirard
- Son : Georges Burgess
- Montage : Maurice Rootes, Mireille Bessette
- Musique : Guy Bernard
- Production : Louis de Masure, Pierre O'Connell, Arys Nissotti
- Sociétés de production : Everest Pictures, Regina Films
- Sociétés de distribution : Filmsonor Marceau, British Lion Film Corporation
- Pays de production :  France,  Royaume-Uni
- Langues de tournage : français, anglais
- Format : Noir et blanc - 35 mm - 1,37:1 - Son Mono (RCA Sound System)
- Genre : drame
- Durée : 96 minutes
- Date de sortie : 
  - France : 17 novembre 1950
- Affiches : Bernard Lancy, Duccio Marvasi (France)

## Distribution
- Michèle Morgan : Maria Chapdelaine
- Kieron Moore (V.F. : Claude Bertrand) : Lorenzo Surprenant
- Françoise Rosay : Laura Chapdelaine
- Jack Watling (V.F. : Michel André) : Robert Gagnon
- Philippe Lemaire : François Paradis
- Nancy Price : Thérésa Surprenant
- Francis De Wolff : Papa Surprenant
- George Woodbridge (V.F. : Jean Brochard) : Samuel Chapdelaine
- Fred Johnson : Le rebouteux
- Dimitri : Chappie
- Michael Mulcaster : Légaré
- Brian Roper : Tit-Be Chapdelaine
- Catherine Bradsham : Alma-Rose Chapdelaine
- G. H. Mulcaster : Le prêtre
- Rufus Cruikshank
- Roger Vadim : l'indien